# Clematis macrophylla
Clematis macrophylla là một loài thực vật có hoa trong họ Mao lương. Loài này được (J.Raynal) W.T.Wang mô tả khoa học đầu tiên năm 2000.